# Kalbiták
A kalbiták (arabul Banú Kalb; Kutya-törzs) a középkori Arab Birodalom egyik meghatározó politikai tömörülése volt. Ellenfelei, a kajsziták elleni harcaik Szíriából kiindulva az iszlám világ nagy részén (Irak, Szicília, Afrika) elterjedtek. A forrásokban a kalbitákat többek között kahtánitáknak, jemenieknek, azditáknak is nevezik.
A két rivális párt közül a kalbitáké volt a régebbi eredetű. A jemeni származású Kalb-törzs jóval az iszlám megjelenése előtt letelepült Mezopotámia és Szíria területén, ahol a Bizánci Birodalom szolgálatában álló Gasszánidák alárendeltjei lettek, és felvették a monofizita kereszténységet. 627-ben Dúmat al-Dzsandalnál összecsaptak Mohamed próféta rablóportyára indult hadai ellen; két évvel később követségük által közölték, hogy áttértek az iszlámra.
A törzs I. Muávija kalifa szíriai kormányzása, majd uralkodása alatt (661–680) rendkívüli befolyásra tett szert: a még emírként ténykedő Muávija kalbita nőt vett feleségül, ahogy fia, I. Jazíd is. A kalbiták támogatták az Ali kalifa elleni harcban. Ebben az időben formálódott ki a kajsziták csoportja. 684-ben, a Szufjánidák II. Muávija elhunyta révén bekövetkező kihalását követően a kalbiták a szintén Omajjád Marván ibn al-Hakam mellett foglaltak állást, míg a kajsziták a mekkai lázadó, Abdalláh ibn az-Zubajr mellett szálltak síkra. A húsz napig tartó Mardzs Ráhit-i csata kalbita győzelemmel zárult, így az Omajjádok megtarthatták a trónt.
A kajsziták nem vonultak vissza, így folytatódtott a politikai és fegyveres harc, tovább nehezítve a polgárháborús helyzetet (ld. II. fitna). Abd al-Malik felszámolta a háborúskodást, de az ismét kiújult 15 évvel a halála után, beárnyékolva a hátralévő Omajjád kalifák korát. II. Marvánt például 2000 kalbita hagyta el az Abbászidák lázadásakor, hozzájárulva a kalifa bukásához, mivel a kajszitákra támaszkodott.
750 után nem csak folytatódott, hanem a szíriai térségből szétterjedt a két törzs viszálykodása az egész arab birodalomban.

## Külső hivatkozások
- www.princeton.edu
- The Cambridge History of Islam, I/A kötet. Szerk.: P. M. Holt, Ann K. S. Lambton, Bernard Lewis.
- Lapidus, Ira M.: A History of Islamic societies. Cambridge University Press, 1988.